# Sudoeste Mato-Grossense
Sudoeste Mato-Grossense is een van de vijf mesoregio's van de Braziliaanse deelstaat Mato Grosso. Zij grenst aan Bolivia in het zuiden en het westen en de mesoregio's Norte Mato-Grossense in het noorden en Centro-Sul Mato-Grossense in het oosten en zuidoosten. De mesoregio heeft een oppervlakte van ca. 72.064 km². Midden 2004 werd het inwoneraantal geschat op 297.509.
Drie microregio's behoren tot deze mesoregio:
- Alto Guaporé
- Jauru
- Tangará da Serra

Mesoregio's: Centro-Sul Mato-Grossense · Nordeste Mato-Grossense · Norte Mato-Grossense · Sudeste Mato-Grossense · Sudoeste Mato-Grossense

Microregio's: Alta Floresta · Alto Araguaia · Alto Guaporé · Alto Pantanal · Alto Paraguai · Alto Teles Pires · Arinos · Aripuanã · Canarana · Colíder · Cuiabá · Jauru · Médio Araguaia · Norte Araguaia · Paranatinga · Parecis · Primavera do Leste · Rondonópolis · Rosário Oeste · Sinop · Tangará da Serra · Tesouro